# Ramos (Tarlac)
Ramos ist eine philippinische Stadtgemeinde in der Provinz Tarlac. Sie hat 21.350 Einwohner (Zensus 1. August 2015).

## Baranggays
Ramos ist politisch in neun Baranggays unterteilt.
| - Coral-Iloco - Guiteb - Pance | - Poblacion Center - Poblacion North - Poblacion South | - San Juan - San Raymundo - Toledo |